# Isla Chatham

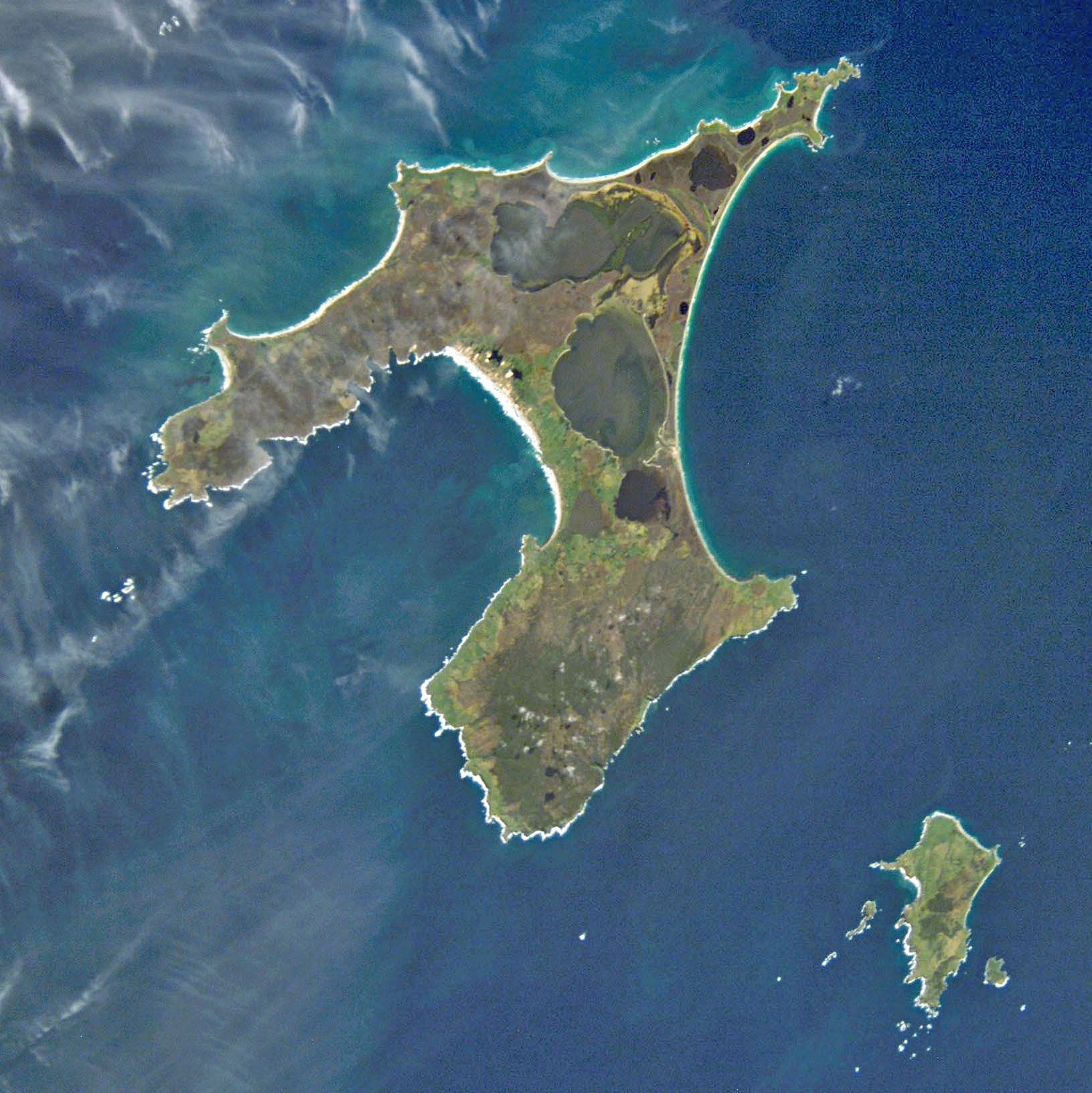
La isla Chatham desde el espacio.

La isla Chatham es la más grande del grupo de islas Chatham, en el océano Pacífico Sur frente a la costa oriental de Nueva Zelanda (no exactamente “a mitad de camino entre el ecuador y el polo, y justo sobre la línea internacional de cambio de fecha” pero lo suficientemente cerca para los propósitos publicitarios). Está situada a 43°53′54″S 176°31′44″O / -43.89833, -176.52889. Fue bautizada en honor al survey ship HMS Chatham, el cual descubrió la isla en 1791. Tiene una superficie de 900 km².
La geografía de la isla está dominada por tres rasgos principales: dos bahías y una laguna.
Más de la mitad de la costa occidental corresponde a la profunda entrada de la bahía Petre. Waitangi, el principal asentamiento de la isla, se encuentra sobre la bahía de Waitangi, sobre la costa sur de la bahía Petre.
En la costa oriental y sobre los 35 kilómetros de largo de la isla se extiende la bahía Hanson, aún mayor que la anterior.
- Datos: Q1427436